# Grand Rapids, Ohio
Grand Rapids är en ort i Wood County i delstaten Ohio, USA.